# Ferdinand Schmidt (fotograf)
Ferdinand Schmidt (19. června 1840 Norimberk – 22. srpna 1909 tamtéž) byl německý fotograf a zároveň nejvýznamnějším fotograf architektury na počátku 20. století v Norimberku. U příležitosti výročí města Norimberku se na práci Ferdinanda Schmidta klade velký důraz.

## Galerie

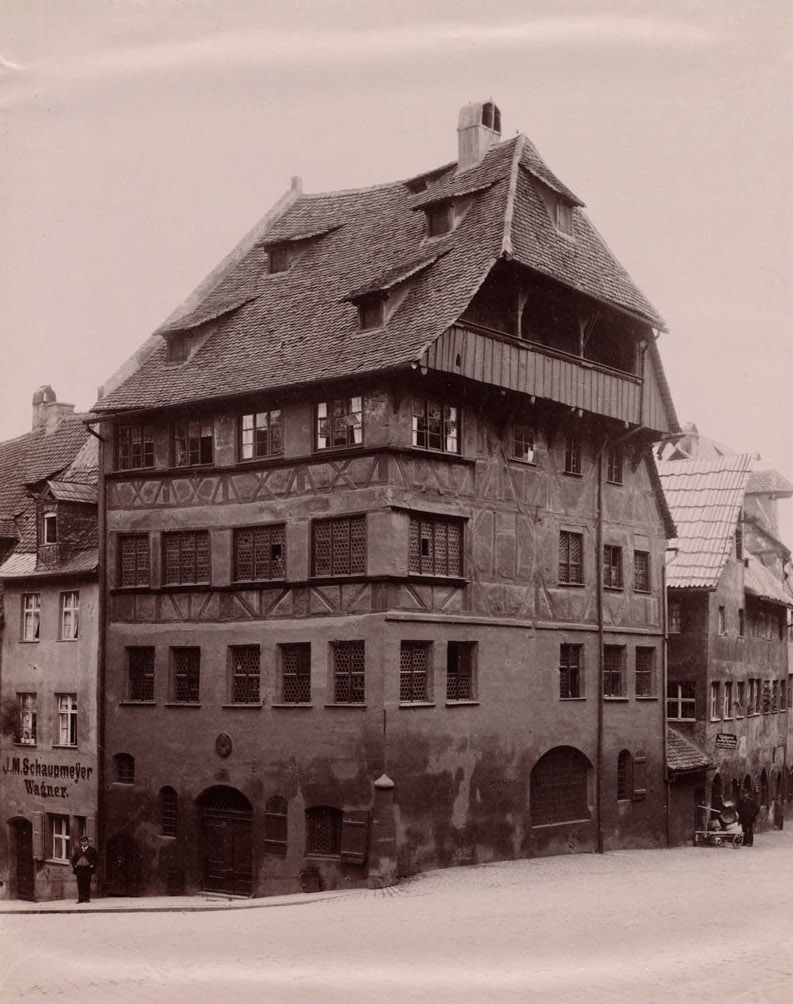
Nürnberg Albrecht-Dürer-Haus
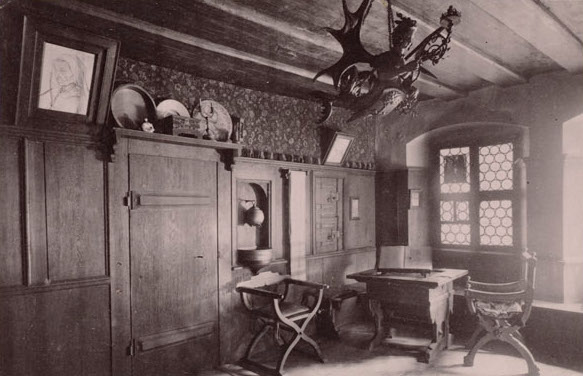
Nürnberg Albrecht-Dürer-Haus
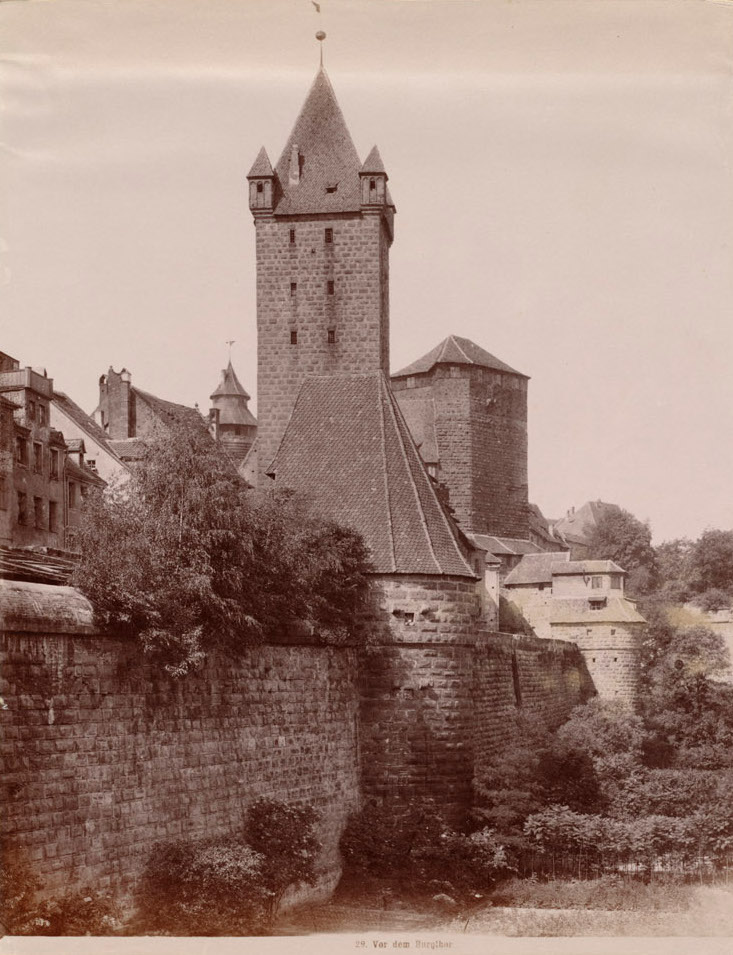
Luginsland
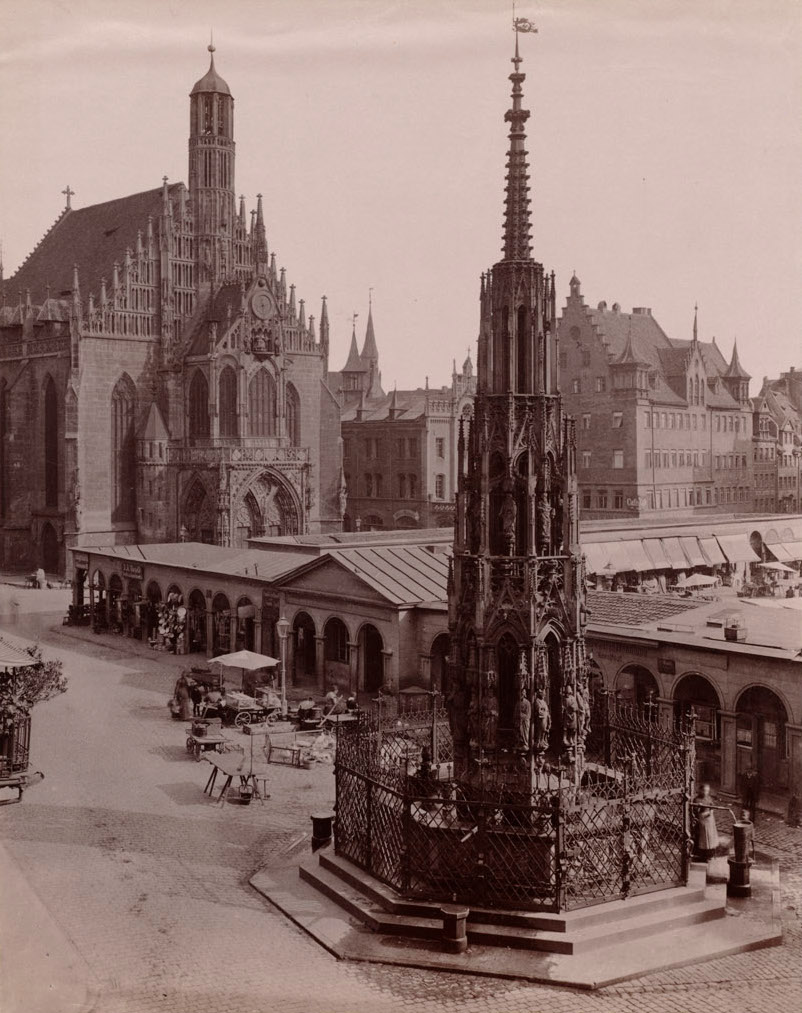
Hlavní trh
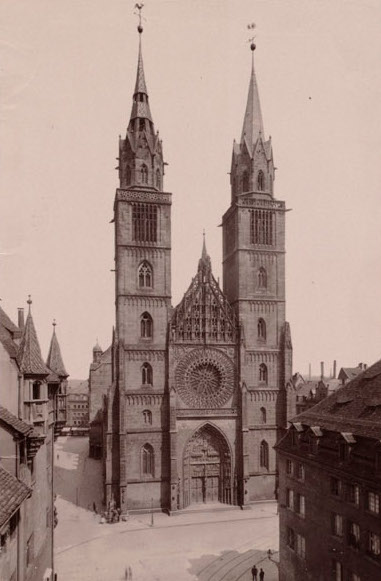
Lorenzkirche
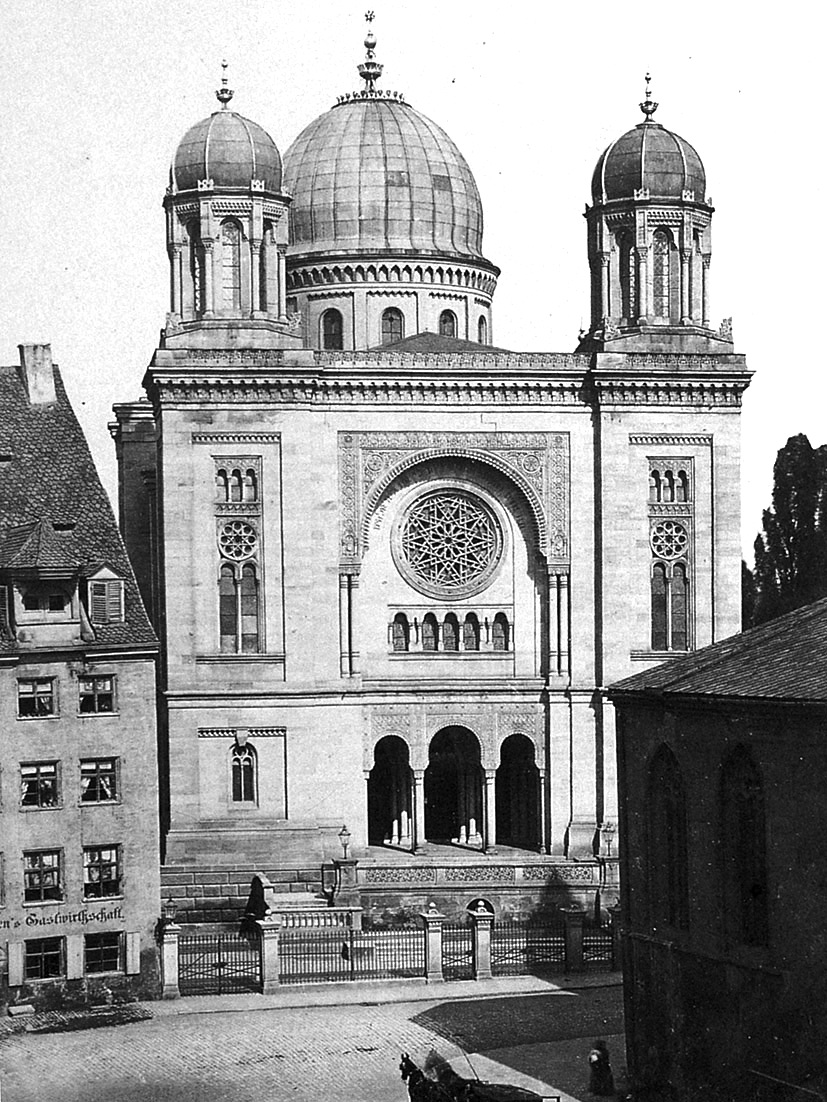
Synagoga
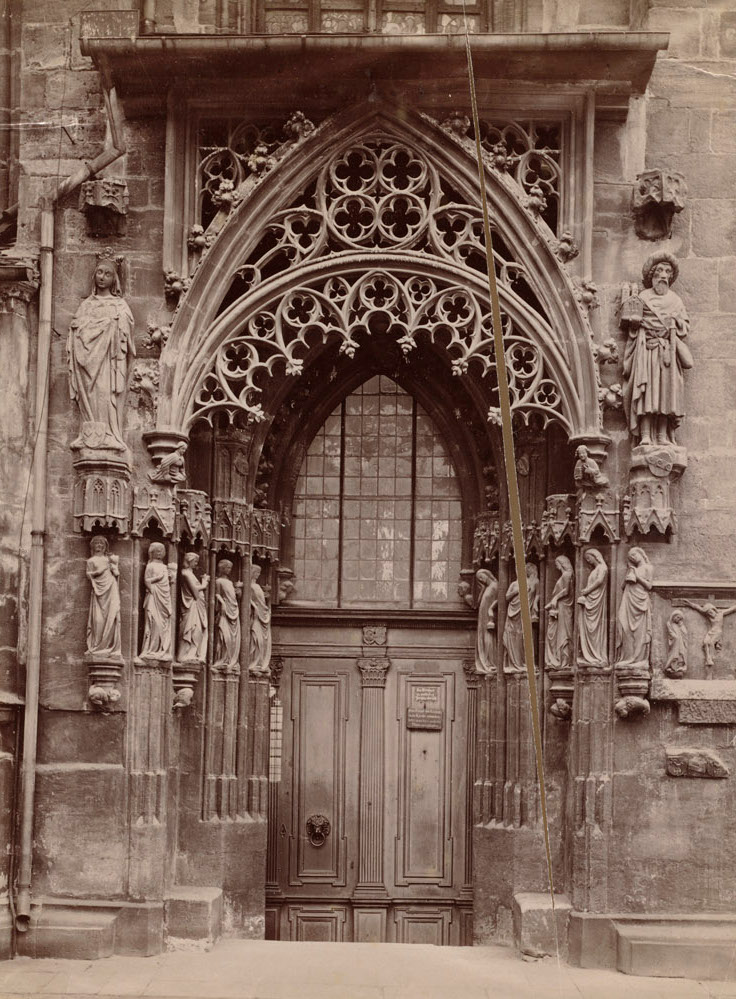
St. Sebald